# Setge de Constantinoble (717-718)
El segón setge de Constantinoble va enfrontar el Califat Omeia i l'Imperi Romà d'Orient durant dotze mesos, des del 15 d'agost de 717 fins al 15 d'agost de 718. Durant aquest temps l'emperador romà d'Orient Lleó III va oferir una fèrria resistència i va derrotar en diverses ocasions les forces de terra i mar dels omeies comandades per Màslama ibn Abd-al-Màlik ibn Marwan (Màslama) i Solimà respectivament. Cal no confondre aquest Solimà amb un altre comandant de l'expedició, el califa Sulayman ibn Abd-al-Màlik.
La resistència oposada per l'Imperi Romà d'Orient va constituir un dels esdeveniments clau de la història, perquè va protegir Europa de la invasió musulmana just quan s'estava formant un nou poder dins dels seus límits: el Regne franc.

## Antecedents

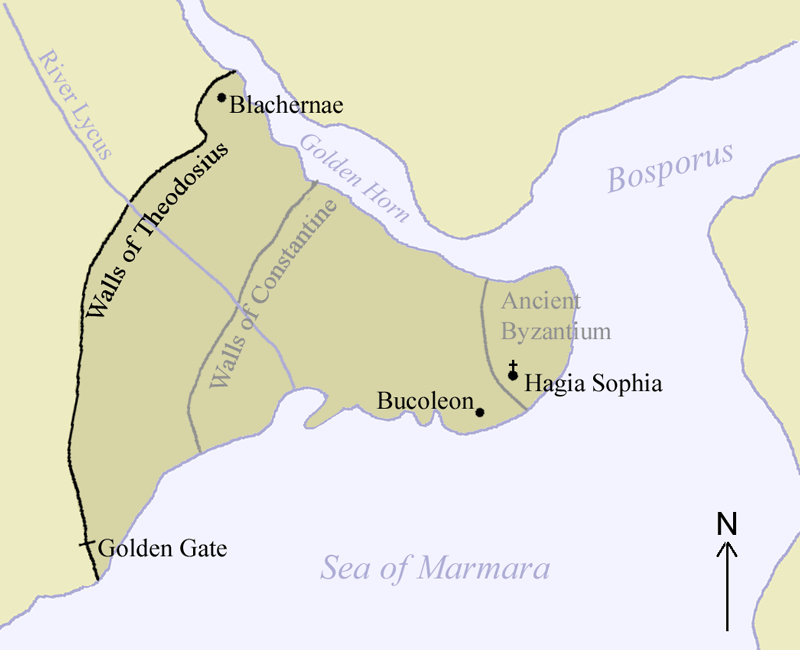
Les muralles.

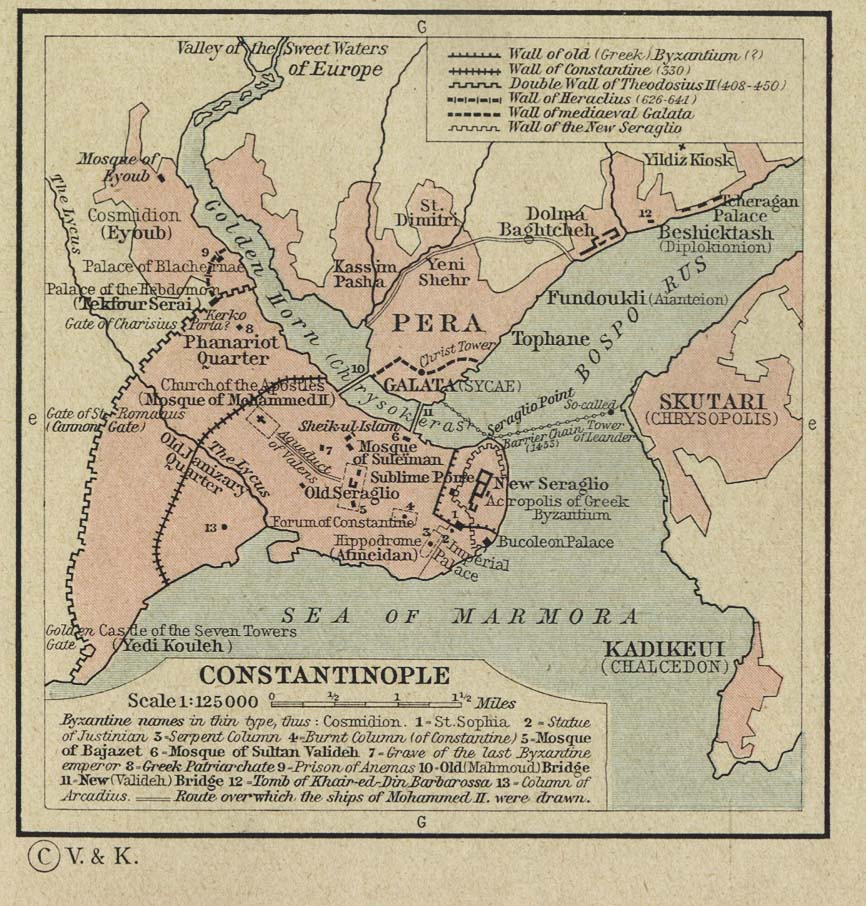
Constantinoble i les seves defenses.

Constantinoble va ser sempre l'objectiu dels àrabs. La primera temptativa de la seva conquesta va ser en 655 pel califa Uthman ibn Affan. Aquell any va enviar una expedició naval contra la ciutat, però va ser derrotat i el seu posterior assassinat el 656 va obligar els àrabs a abandonar l'empresa momentàniament.
Muàwiya ibn Abi-Sufyan, el fundador del llinatge omeia, va enviar una expedició a l'Àsia Menor el 668, va ocupar Calcedònia i el 669 va passar a Tràcia i va atacar Constantinoble. Des d'aquesta data fins a 678, Constantinoble va patir intermitents atacs pels àrabs, tot i que sempre van ser rebutjats per la flota de l'emperador Constantí IV.
Després del primer setge àrab de Constantinoble (674-678), els àrabs i els romans d'Orient van viure un període de pau. Després de l'any 680, el califat Omeia es trobava en plena guerra civil musulmana i el consegüent ascendent romà d'Orient a Orient va permetre als emperadors extreure grans quantitats de tributs del govern omeia a Damasc.
Muawiya va morir el 680, i el va succeir el califa Abd-al-Màlik ibn Marwan, que va morir el 705; el seu successor va ser Walid I. Durant el seu regnat l'Imperi Àrab aconseguir la seva major expansió. L'any 710 va arribar a l'Atlàntic i al següent va conquistar el regne de Toledo i per l'orient va arribar a l'Àsia central fins a la frontera xinesa. A 715 va morir Walid quan planejava la conquesta de Constantinoble. La tasca va quedar per al seu successor, el califa Solimà I el Magnífic.
Constantí IV va morir el 685 i fou succeït pel seu fill de només 15 a 16 anys, Justinià II. Va tenir èxits militars en els Balcans, va aplicar una política de deportació dels presoners eslaus, i els va assentar a Anatòlia, que havia quedat despoblada per les recents guerres contra els àrabs. Però el 692, quan els omeies van sortir vencedors de la guerra civil, l'emperador Justinià II va reobrir les hostilitats. El resultat va ser una sèrie de victòries àrabs que van portar a la pèrdua del control romà d'Orient sobre Armènia i els principats caucàsics, i una invasió gradual a les zones frontereres romanes d'Orient. Any rere any, els generals del califat, normalment membres de la família omeia, van llançar incursions al territori romà d'Orient i van capturar fortaleses i ciutats.
L'any 695 va ser destronat pel general Lleonci, que va liderar una revolta popular contra la seva política fiscal d'excessius impostos per finançar grans obres públiques, entre elles el palau imperial. Va ser deportat i després de 10 anys d'exili va recuperar el tron l'any 705, i va iniciar un regnat del terror que es va perllongar fins al seu assassinat l'any 711. Després del 712, el sistema defensiu romà d'Orient va començar a mostrar signes de debilitat: les incursions àrabs van penetrar cada cop més a l'Àsia Menor, les fortaleses frontereres van ser atacades i saquejades repetidament i les referències a la reacció romana d'Orient a les fonts esdevenen cada cop més escasses.
Va començar un període d'inestabilitat en què un general prenia el poder fins que era derrotat per un altre. El primer va ser Filípic, el va seguir Anastasi II, que va designar un militar anomenat Lleó l'Isauri com a comandant de les tropes romanes d'Orient a Anatòlia. Aquest general era un militar brillant. Solimà, desitjós de dur a terme la conquesta de Constantinoble, el 715 va enviar dos exèrcits que van partir del Taure i van penetrar en territori romà. Un d'ells, que anava comandat per un general anomenat Solimà, va avançar per Anatòlia i va arribar fins a Amòrion, al nord del llac d'Akşehir, però Lleó la va defensar amb èxit. L'altre exèrcit àrab estava comandat per Màslama ibn Abd-al-Màlik ibn Marwan, germà del califa. Va avançar per Capadòcia i va tractar de capturar Lleó, però també va fracassar.
A Anastasi el va succeir en el tron romà d'Orient Teodosi III i quan aquest va ser foragitat del tron, l'hi van oferir a Lleó qui va ser coronat emperador el 25 de març de 717 a Constantinoble com a Lleó III.

## Primeres fases de la campanya
Els èxits àrabs van obrir el camí per a un segon assalt a Constantinoble, una empresa ja iniciada sota el califa al-Walid I (r. 705–715). Després de la seva mort, el seu germà i successor Sulayman (r. 715–717) va assumir el projecte amb més vigor, segons els relats àrabs, a causa d'una profecia que un califa amb el nom d'un profeta capturaria Constantinoble; Sulayman (Salomó) va ser l'únic membre de la família omeia que va portar aquest nom. Segons fonts siríaques, el nou califa va jurar "no deixar de lluitar contra Constantinoble abans d'haver esgotat el país dels àrabs o haver pres la ciutat". Les forces omeies van començar a reunir-se a la plana de Dabiq al nord d'Alep, sota la supervisió directa del califa. Com Sulayman estava massa malalt per dirigir la campanya, va confiar el comandament al seu germà Maslama ibn Abd al-Malik. L'operació contra Constantinoble va arribar en un moment en què l'imperi omeia vivia un període d'expansió contínua cap a l'est i l'oest. Els exèrcits musulmans avançaven cap a Transoxiana, l'Índia i el Regne visigot d'Hispània.
Els preparatius àrabs, sobretot la construcció d'una gran flota, no van passar desapercebuts pels preocupats romans d'Orient. L'emperador Anastasi II (r. 713-715) va enviar una ambaixada a Damasc sota el patrici i prefecte urbà, Daniel de Sinope, aparentment per demanar la pau, però en realitat per espiar els àrabs. Anastasi, al seu torn, va començar a preparar-se per a l'inevitable setge: es van reparar les fortificacions de Constantinoble i es van equipar amb una àmplia artilleria (catapultes i altres armes de setge), mentre es van introduir botigues d'aliments a la ciutat. A més, aquells habitants que no podien emmagatzemar aliments durant almenys tres anys van ser evacuats. Anastasi va reforçar la seva armada i a principis del 715 va fer front la flota àrab que havia arribat a Fènix, normalment identificat amb el modern Finike a Lícia (actual costa Turca), o també pot ser la moderna Fenaket de Rodes, o inclús la Fenicia (modern Líban), famosa per els seus boscos de cedres, per recollir fusta per als seus vaixells. A Rodes, però, la flota romana d'Orient, encoratjada pels soldats del tema Opsícion, es va rebel·lar, va matar el seu comandant Joan el Diaca i va navegar cap al nord cap a Edremit. Allà, van aclamar com a emperador un recaptador d'impostos reticent, Teodosi. Anastasi va travessar cap a Bitínia per enfrontar-se a la rebel·lió, però la flota rebel va navegar cap a Crisòpolis. A partir d'aquí, va llançar atacs contra Constantinoble, fins que, a finals d'estiu, els simpatitzants de la capital els van obrir les portes. Anastasi va aguantar a Nicea durant uns quants mesos, i finalment va acceptar dimitir i retirar-se com a monjo. L'adhesió de Teodosi III, que a partir de les fonts es veu com a poc volgut i incapaç, com a emperador titella d'Opsícion va provocar la reacció dels altres temes, especialment els anatòlics i els armeníacs sota els seus respectius estratègs (‘generals’) Lleó l'Isaurià. i Artabasd.
En aquestes condicions de guerra gairebé civil, els àrabs van començar el seu avanç curosament preparat. El setembre de 715, l'avantguarda, sota el comandament del general Sulayman ibn Mu'ad, va marxar sobre Cilícia cap a l'Àsia Menor, agafant l'estratègica fortalesa de Loulon en el seu camí. Van hivernar a Afik, un lloc no identificat prop de la sortida occidental de les Portes de Cilicia. A principis de 716, l'exèrcit de Sulayman va continuar cap a l'Àsia Menor central. La flota omeia al comandament d'Umar ibn Hubayra va navegar per la costa de Cilicia, mentre que Maslama ibn Abd al-Malik esperava els desenvolupaments amb l'exèrcit principal a Síria.
Els àrabs esperaven que la desunió entre els romans d'Orient jugaria al seu favor. Maslama ja havia establert contacte amb Lleó l'Isaurià. L'erudit francès Rodolphe Guilland va teoritzar que Lleó es va oferir a convertir-se en vassall del califat, encara que el general romà d'Orient pretenia utilitzar els àrabs per als seus propis propòsits. Al seu torn, Maslama va donar suport a Leo amb l'esperança de maximitzar la confusió i debilitar l'Imperi, facilitant el seu propi objectiu de prendre Constantinoble.
El primer objectiu de Sulayman va ser l'estratègicament important fortalesa d'Amòrion, que els àrabs pretenien utilitzar com a base l'hivern següent. Amòrion s'havia quedat indefens en l'agitació de la guerra civil i hauria caigut fàcilment, però els àrabs van optar per reforçar la posició de Lleó com a contrapès a Teodosi. Van oferir a la ciutat condicions de rendició si els seus habitants reconeixien Lleó com a emperador. La fortalesa va capitular, però encara no va obrir les portes als àrabs. Leo va arribar als voltants amb uns quants soldats i va executar una sèrie de negociacions per guarnir 800 homes a la ciutat. L'exèrcit àrab, frustrat en el seu objectiu i amb escassetat de subministraments, es va retirar. Lleó va escapar a Pisídia i, a l'estiu, amb el suport d'Artabasd, va ser proclamat i coronat com a emperador romà d'Orient, desafiant obertament a Teodosi.
L'èxit de Leo a Amòrion va ser afortunadament cronometrat, ja que Maslama amb el principal exèrcit àrab havia creuat mentrestant les muntanyes del Taure i marxava directament cap a la ciutat. A més, com que el general àrab no havia rebut notícies del doble tracte de Leo, no va devastar els territoris pels quals va marxar: els temes armeniac i anatòlic, els governadors dels quals encara creia que eren els seus aliats. En trobar-se amb l'exèrcit en retirada de Sulayman i saber què havia passat, Maslama va canviar de direcció: va atacar Acròinon i des d'allà va marxar cap a les costes occidentals per passar l'hivern. En el seu camí, va saquejar Sardes i Pèrgam. La flota àrab va hivernar a Cilícia. Lleó, mentrestant, va començar la seva pròpia marxa cap a Constantinoble. Va capturar Nicomèdia, on va trobar i capturar, entre altres funcionaris, el fill de Teodosi, i després va marxar cap a Crisòpolis. A la primavera del 717, després de breus negociacions, va aconseguir la dimissió de Teodosi i el seu reconeixement com a emperador, entrant a la capital el 25 de març. A Teodosi i al seu fill se'ls va permetre retirar-se a un monestir com a monjos, mentre que Artabasd va ser ascendit al càrrec de kouropalates i va rebre la mà de la filla de Lleó, Anna.

## El setge

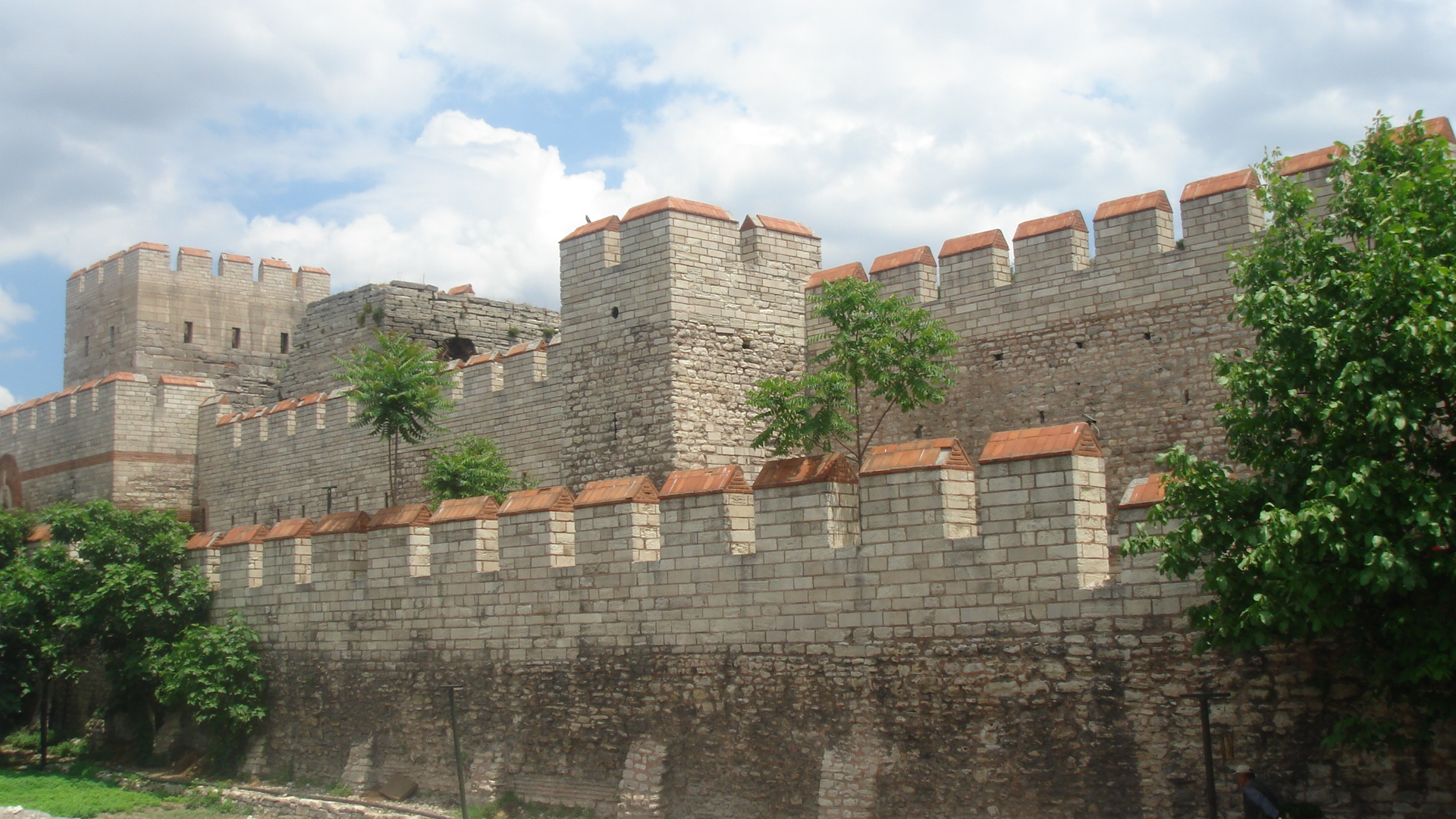
Muralla reconstruïda - 2006.

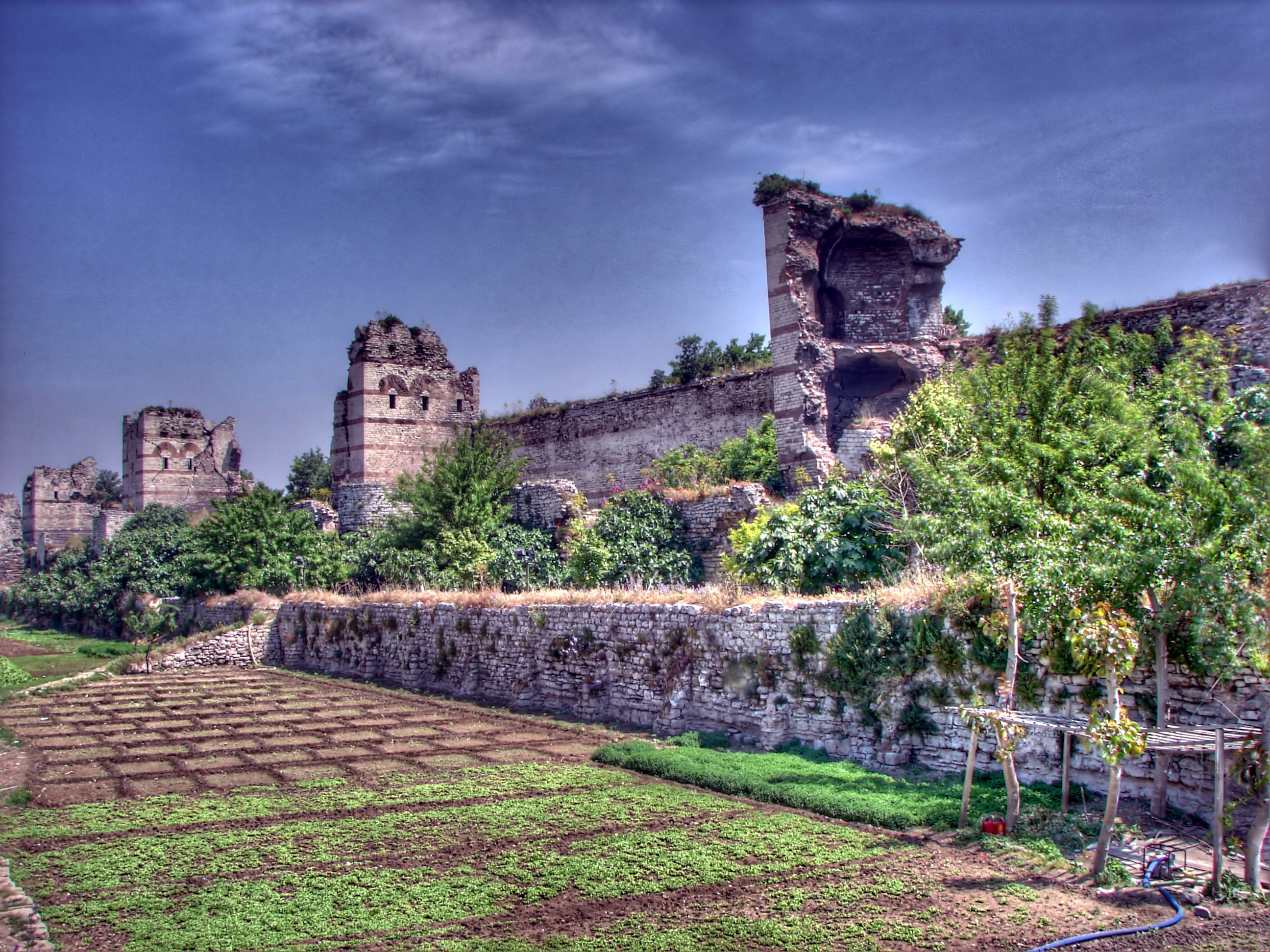
Muralla - 2006.

Lleó III va omplir els graners i els arsenals, va reparar els murs de les muralles i les va equipar amb nombroses màquines de guerra. Constantinoble era pràcticament inexpugnable sempre que pogués mantenir les seves comunicacions marítimes. Estava construïda sobre un promontori protegit al nord pel Corn d'Or i al sud per la mar de Màrmara. Per la seva banda occidental tenia dues muralles, l'exterior construïda per Teodosi II i una altra interior, bastida per l'emperador Constantí el Gran. En aquella època devia tenir uns 500.000 habitants. Era pràcticament impossible prendre-la per assalt, raó per la qual s'imposava l'opció del bloqueig. Però per dur a terme aquesta acció calia barrar el pas al Bòsfor i als Dardanels. Lleó depenia principalment de la seva flota, numèricament inferior a la del seu enemic.
Màslama ibn Abd-al-Màlik ibn Marwan planificà avançar contra la ciutat, primer per terra i per mar, per envoltar-la després. Segons els historiadors de l'època, l'exèrcit estava compost per 80.000 homes, que van quedar sota el seu comandament, i l'esquadra comandada per Solimà, composta per 1.800 naus que transportaven 80.000 homes més.
A principis d'estiu, Maslama va ordenar que la seva flota s'unís a ell i amb el seu exèrcit va travessar l'Helespont (Dardanels) a Abidos fins a Tràcia. Els àrabs van començar la seva marxa cap a Constantinoble, devastant completament el camp, reunint subministraments i saquejant les ciutats que van trobar. Entre juliol i agost, l'exèrcit àrab va arribar a Constantinoble i el va aïllar completament a terra mitjançant la construcció d'un doble mur de setge de pedra (circumvallatio), un de cara a la ciutat i un altre de camp de Tràcia, amb el seu campament situat entre ells. Segons fonts àrabs, en aquest moment Lleó es va oferir a rescatar la ciutat pagant una moneda d'or per cada habitant, però Maslama va respondre que no hi podia haver pau amb els vençuts i que la guarnició àrab de Constantinoble ja havia estat seleccionada.
La flota musulmana va ser dividida en dues parts: una havia de blocar els Dardanels (o Hel·lespont) a la costa asiàtica, per tallar els subministraments provinents de l'Egeu. L'altra part de la flota navegaria pel Bòsfor, més amunt de Gàlata, per tal de deixar separada la ciutat de la mar Negra.
La segona flota va arribar l'1 de setembre a Constantinoble i el 3 del mateix mes va continuar cap al Bòsfor. Lleó l'esperava al Corn d'Or; l'entrada estava protegida per una gran cadena que es podia hissar o baixar. A la punta Serrallo, el fort corrent marí que es produïa allà va confondre les naus àrabs. Lleó va baixar la cadena i va sortir amb les seves naus atacant les galeres enemigues amb "foc grec". Va destruir-ne 20 i en va capturar moltes més. En veure que arribava el gruix de la flota de Solimà va tornar al seu refugi al Corn d'Or. Aquest ràpid atac va tenir conseqüències futures, ja que els àrabs no es van atrevir a atacar novament, retirant-se al port segur de Sostenion, a la riba europea del Bòsfor. Constantinoble va poder ser proveïda novament amb aquesta maniobra.
Mentrestant, el califa Solimà, que anava cap al setge amb tropes de reforç, va morir sobtadament. Va ser succeït per Úmar ibn Abd-al-Aziz, fanàtic religiós però mal guerrer. El setge àrab va continuar. La flota àrab i el segon exèrcit àrab, que operava als suburbis asiàtics de Constantinoble, van poder portar subministraments limitats a l'exèrcit de Maslama.L'hivern va ser molt cru aquest any, la neu va cobrir la terra durant 100 dies. La situació del proveïment va empitjorar dramàticament per als atacants: es van haver de sacrificar els camells i els cavalls per menjar i fins i tot els soldats van caure víctimes del fred i les epidèmcies. L'historiador llombard Pau el Diaca va situar en 300.000 el nombre dels seus morts. Entre ells hi estava el general Solimà.
La primavera següent va arribar una flota egípcia de 400 vaixells i una flota africana de 360 vaixells amb reforços frescos, però els successius assalts van ser incapaços d'obrir una bretxa en les seves defenses. Al mateix temps, un nou exèrcit va començar a marxar per Àsia Menor per ajudar en el setge. Quan les noves flotes van arribar al mar de Màrmara, van mantenir la distància dels romans d'Orient i van fondejar a la costa asiàtica, els egipcis al golf de Nicomèdia prop de l'actual Tuzla i els africans al sud de Calcedònia (a Satyros, Bryas i Kartalimen). La majoria de les tripulacions de les flotes àrabs estaven compostes per egipcis cristians (dhimmis), que van començar a desertar cap als romans d'Orient a la seva arribada. Notificat pels egipcis de l'arribada i disposició dels reforços àrabs, Leo va llançar la seva flota en un atac contra les noves flotes àrabs. Paralitzats per la deserció de les seves tripulacions i indefensos davant el foc grec, els vaixells àrabs van ser destruïts o capturats juntament amb les armes i els subministraments que portaven. Constantinoble estava ara a l'esguard d'un atac marítim. També a terra els romans d'Orient van sortir victoriosos: les seves tropes van aconseguir emboscar l'exèrcit àrab que avançava sota un comandant anomenat Mardasan i destruir-lo als turons al voltant de Sofont, al sud de Nicomèdia.
Lleó havia aconseguit en el front diplomàtic que Tervel, al comandament de tropes búlgares, marxés contra Màslama, al qual va derrotar en una batalla al sud d'Adrianòpolis, en què van morir 22.000 musulmans. Les fonts estan dividides sobre els detalls de la participació dels búlgars al setge: Teòfanes i al-Tabari informen que els búlgars van atacar el campament àrab (probablement a causa del seu tractat amb Lleó), mentre que segons la Crònica Síriaca de 846, va ser el Àrabs que es van desplaçar al territori búlgar, buscant provisions. Miquel el Síri, per la seva banda, esmenta que els búlgars van participar en el setge des del principi, amb atacs contra els àrabs mentre marxaven per Tràcia cap a Constantinoble, i posteriorment al seu campament. Per augmentar el terror es va difondre el rumor que un exèrcit franc s'estava preparant per defensar, en terra i per mar, als cristians.
El setge havia fracassat clarament i el califa Umar va enviar ordres a Maslama de retirar-se. Després de tretze mesos de setge, el 15 d'agost de 718, els àrabs van marxar. La data va coincidir amb la festa de la Dormició de la Theotokos (Assumpció de Maria), i va ser a ella que els romans d'Orient van atribuir la seva victòria. Els àrabs en retirada no es van veure impedits ni atacats al seu retorn, però la seva flota va perdre més vaixells en una tempesta al mar de Màrmara, mentre que altres vaixells van ser incendiats per les cendres del volcà de Santorini, i alguns dels supervivents van ser capturats pels romans d'Orient, de manera que Teòfanes afirma que només cinc vaixells van tornar a Síria. Fonts àrabs afirmen que durant la campanya van morir un total de 150.000 musulmans, una xifra que, segons el bizantinista John Haldon, "tot i que sens dubte és exagerada, és tanmateix indicativa de l'enormitat del desastre a ulls medievals".La victòria de Lleó III va ser decisiva en la preservació de l'imperi.

## Conseqüències
El segon setge àrab de Constantinoble va ser molt més perillós per a l'Imperi Romà d'Orient que el primer, ja que, a diferència del bloqueig fluix de 674–678, els àrabs van llançar un atac directe i ben planificat a la capital romana d'Orient i van intentar tallar la ciutat completament de terra i mar. El setge va representar un esforç final del Califat per decapitar l'Imperi Romà d'Orient, després del qual les províncies restants, especialment a Àsia Menor, serien fàcils de capturar. Les raons del fracàs àrab van ser principalment logístiques, ja que operaven massa lluny de les seves bases sirianes, però la superioritat de la marina romana d'Orient mitjançant l'ús del foc grec, la força de les fortificacions de Constantinoble i l'habilitat de Lleó III en l'engany i l'engany. les negociacions també van tenir un paper important.
El fracàs del setge àrab va provocar un canvi profund en la naturalesa de la guerra entre l'Imperi Romà d'Orient i el califat. L'objectiu musulmà de la conquesta de Constantinoble va ser efectivament abandonat, i la frontera entre els dos imperis es va estabilitzar al llarg de la línia de les muntanyes de Taure i Antitaure, sobre les quals ambdós bàndols van continuar llançant incursions regulars i contraatacs. En aquesta incessant guerra, les ciutats i fortaleses de frontera van canviar de mans amb freqüència, però el traçat general de la frontera va romandre inalterat durant més de dos segles, fins a les conquestes romanes d'Orient del segle x. Les flotes orientals del califat van entrar en una decadència centenària; només les flotes Ifriqiyan van mantenir incursions regulars a la Sicília romana d'Orient, fins que també es van reduir després del 752. De fet, amb l'excepció de l'avanç de l'exèrcit abbàssida sota Harun ar-Raixid fins a Crisòpolis l'any 782, cap altre exèrcit àrab tornaria a veure la capital romana d'Orient. En conseqüència, pel costat musulmà, les incursions en si van adquirir finalment un caràcter quasi ritual, i es van valorar sobretot com una demostració de la gihad continuada i patrocinades pel califa com un símbol del seu paper com a líder de la comunitat musulmana.
El resultat del setge va tenir una importància macrohistòrica considerable. La supervivència de la capital de l'Imperi Romà d'Orient va preservar l'Imperi com a baluard contra l'expansió islàmica a Europa fins al segle xv, quan va caure en mans dels turcs otomans. Juntament amb la batalla de Poitiers l'any 732, la defensa reeixida de Constantinoble s'ha vist com un instrument per aturar l'expansió musulmana a Europa. L'historiador Ekkehard Eickhoff escriu que "si un califa victoriós hagués fet de Constantinoble ja al començament de l'edat mitjana la capital política de l'islam, com va passar al final de l'edat mitjana pels otomans, les conseqüències per a l'Europa cristiana […] haurien estat incalculables”, ja que la Mediterrània s'hauria convertit en un llac àrab, i els estats successors germànics a l'Europa occidental haurien estat tallats de les arrels mediterrànies de la seva cultura. L'historiador militar Paul K. Davis va resumir la importància del setge de la següent manera: "En tornar enrere la invasió musulmana, Europa va romandre en mans cristianes, i no va existir cap amenaça musulmana greu per a Europa fins al segle XV. Aquesta victòria, coincidint amb la victòria dels francs a Tours (732), va limitar l'expansió occidental de l'islam al món mediterrani meridional." Així, l'historiador John B. Bury va qualificar el 718 de "data ecumènica", mentre que l'historiador grec Spirídon Lambros va comparar el setge amb la batalla de Marató i Lleó III amb Miltiades. Es pot dir amb justícia que aquestes victòries van salvar l'Imperi Romà d'Orient i els pobles de l'Orient europeu. L'Occident europeu que estava iniciant el poder del regne dels francs, amb el futur imperi global hauria estat un altre. En conseqüència, els historiadors militars sovint inclouen el setge a les llistes de les "batalles decisives" de la història mundial.

## Enllaços en línia
- www.thenagain.info
- www.thelatinlibrary.com
- hubpages.com Arxivat 2012-02-23 a Wayback Machine.